# Streetlife Festival

Logo des Streetlife Festivals

Das Streetlife Festival war ein Straßen- und Umweltfestival in München, das der Umweltverein Green City organisierte. Das Festival wurde erstmals im Jahr 2000 veranstaltet, in den beiden folgenden Jahren wiederholt und fand zwischen 2003 und 2019 zweimal jährlich statt. Das letzte Mal fand das Streetlife Festival 2019 statt und musste anschließend aufgrund der COVID-19-Pandemie ausgesetzt werden. Im Jahr 2022 gab Green City bekannt, das Festival nicht mehr zu organisieren.
Mit der Veranstaltung wollte Green City seinen Besuchern alternative Nutzungen des urbanen Raumes weitestgehend ohne Kraftfahrzeuge aufzeigen. Es fand seit 2002 an zwei Wochenendtagen statt und erstreckte sich seitdem über den Odeonsplatz, die Ludwigstraße sowie über Teile der Leopoldstraße. Mit dem Corso Leopold schloss sich nahe dem Siegestor an der Kreuzung Georgenstraße ein weiteres Straßenfest an, das an der Münchner Freiheit endete. Beide Festivals wurden jährlich von mehreren hunderttausend Menschen besucht und wurden somit von der Bevölkerung gut angenommen. Die damit verbundenen weitläufigen Straßensperrungen führten jedoch in den Anfangsjahren zu kontroversen stadtpolitischen Diskussionen.

## Geschichte

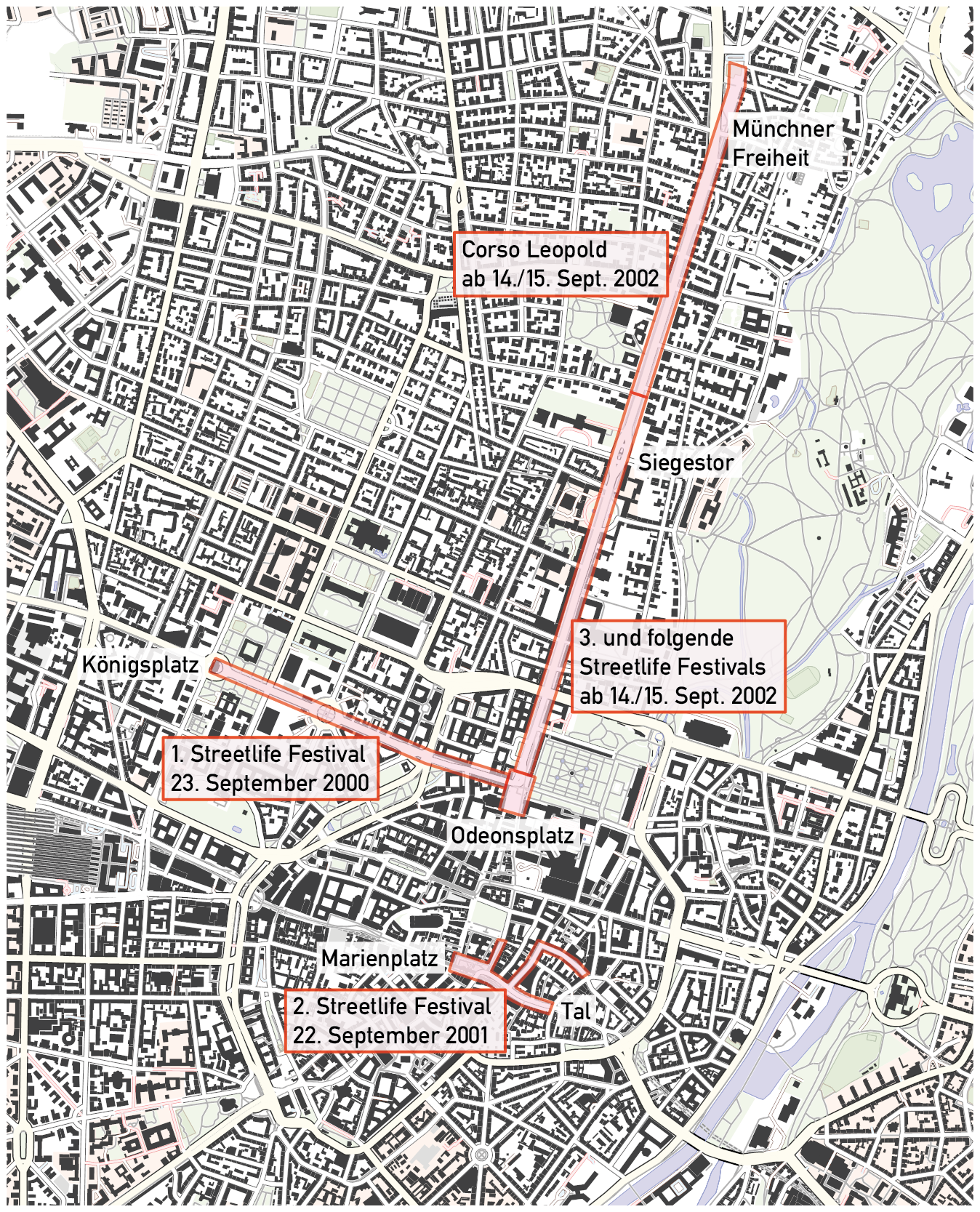
Austragungsort des Streetlife Festivals und des Corso Leopold

Am 23. September 2000 beteiligte sich München als eine von 56 Städten an einem europaweiten autofreien Tag. Aus diesem Anlass organisierten Green City, der Allgemeine Deutsche Fahrrad-Club, der Bund Naturschutz in Bayern, der Kreisjugendring und die Landeshauptstadt München erstmals das Streetlife Festival. Allerdings wurde die Veranstaltung erst am Samstag nach dem europaweiten autofreien Tag abgehalten, um Beeinträchtigungen des Berufsverkehrs zu vermeiden. Das Festival empfing seine Besucher von 13 und 21 Uhr und erstreckte sich vom Königsplatz bis zum Odeonsplatz.
Das zweite Streetlife Festival am 22. September 2001 dauerte von 13 bis 20 Uhr und fand im Tal, auf dem Marienplatz sowie zwischen Marienplatz und Hochbrückenstraße, auf der Sparkassenstraße und der Ledererstraße sowie von der Dienerstraße bis zur Landschaftstraße statt. Wegen der vorangegangenen Terroranschläge vom 11. September 2001 wurde das Veranstaltungsprogramm jedoch gekürzt.
Das dritte Streetlife Festival ging erstmals über zwei aufeinanderfolgende Tage: Es fand am 14. und 15. September 2002 statt und wurde damit erstmals unabhängig vom autofreien Tag organisiert. Dadurch wurde eine terminliche Überlappung mit dem Oktoberfest vermieden. Die Festivitäten spielten sich auf der Ludwigstraße, der Leopoldstraße bis zur Kreuzung Georgenstraße und am Odeonsplatz ab und dehnten sich auf über 1,5 Kilometer aus. Seitdem wurde dieser Bereich als Festivalsort genutzt. Nördlich des Festivals fand der Corso Leopold statt. Der Bezirksausschuss von Schwabing-Freimann hatte sich nach dem Festival 2002 dafür ausgesprochen, beide Festivals in Zukunft zweimal jährlich auf der Leopold- und Ludwigstraße zu veranstalten. Der Beschluss wird seit dem Jahr 2003 umgesetzt. Neben Green City, dem Münchner Kreisverwaltungsreferat und dem Referat für Gesundheit und Umwelt beteiligte sich die Organisation Schwabing extra, Veranstalter des Corso Leopold, am Streetlife Festival von 2002. 2005 sprachen sich die Initiatoren des Corso Leopold dafür aus, auch den Busbahnhof an der Münchner Freiheit und zwei Seitenstraßen in die Festmeile aufzunehmen. Dies hätte jedoch zu Problemen bei der Umleitung des Autoverkehrs und den Parkmöglichkeiten der Anwohner geführt.
Zwischen 2003 und 2019 fand das Streetlife Festival kontinuierlich in derselben Form statt. Zwar plante Green City, das Festival auch im Jahr 2020 zu organisieren, musste es jedoch aufgrund der COVID-19-Pandemie absagen. Nach zwei Jahren pandemiebedingter Pause teilte Green City im April 2022 mit, das Streetlife Festival nicht mehr zu veranstalten. Als Grund nannte der Verein, seine Kapazitäten verstärkt zur Verbesserung der Lebensqualität in den Quartieren einsetzen zu wollen.

## Beschreibung

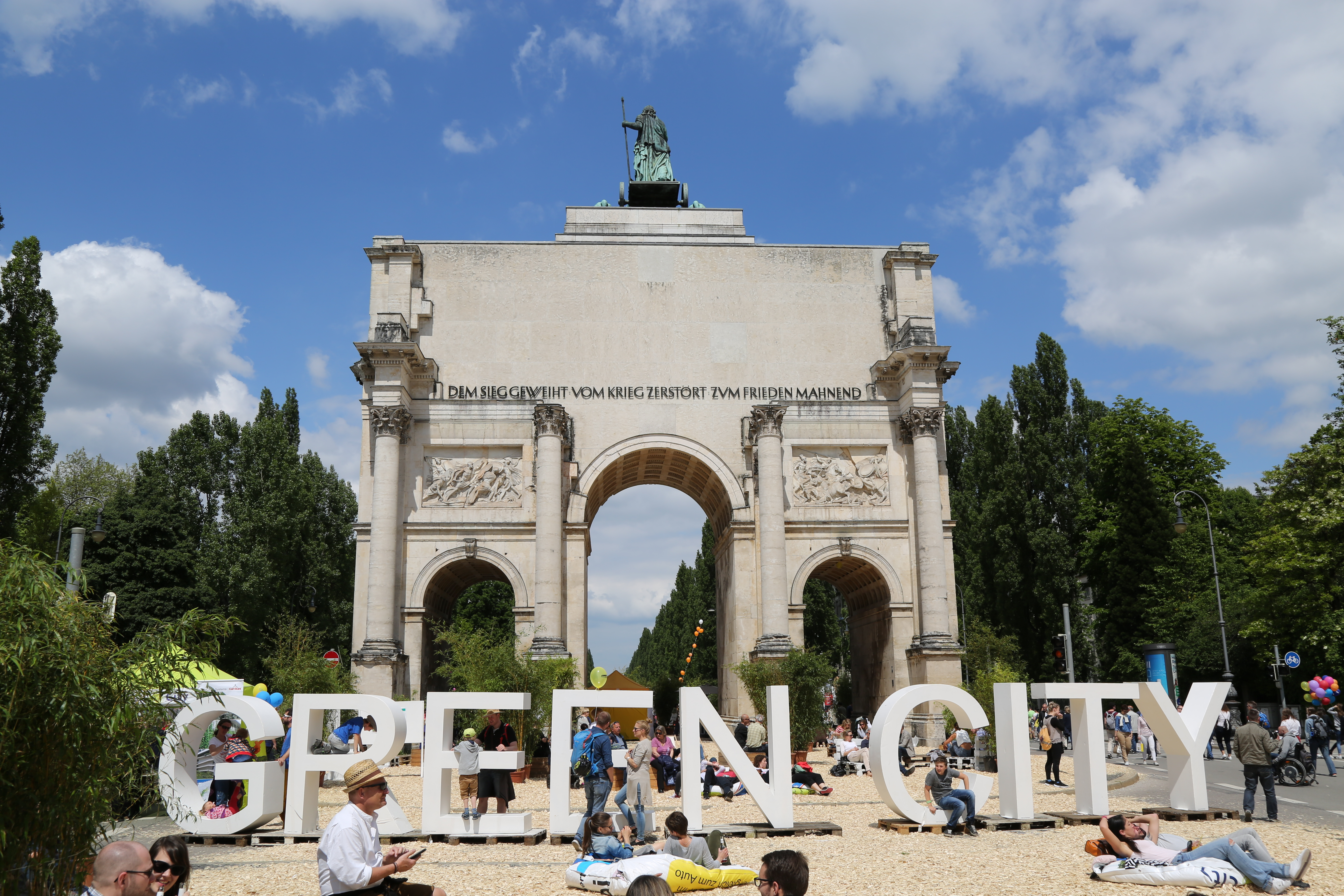
Schriftzug vom Organisator Green City am Siegestor im Mai 2017

### Themen und Ziele
Das Streetlife Festival begann als Umsetzung des europaweiten autofreien Tages und verfolgte seitdem einen utopistischen Ansatz. Green City wollte zeigen, dass es möglich ist, den urbanen Raum wieder sinnlich erfahrbar zu machen und aktiv zu gestalten. Dahinter stand langfristig das Vorhaben, die Stadt so umzugestalten, dass die Einwohner nicht nur in der Stadt leben, sondern das diese von den Einwohnern mit Leben erfüllt wird. Das Festival fand seit 2002 an zwei Wochenenden im Jahr statt. Es begann jeweils am Samstagnachmittag und endete am Sonntagabend, wobei es in der Nacht pausierte. Die genauen Zeiten variierten von Festival zu Festival leicht.
Der Veranstalter, die Münchner Umweltorganisation Green City, wollte von Anfang an für das Thema „Lebensraum anstatt Autoverkehr“ werben und die Vision eines lebenswerten München mit einer nachhaltigen Stadtentwicklung greifbar machen sowie die Menschen für einen bewussten Lebensstil begeistern. In den darauffolgenden Jahren ging es verstärkt um den Aspekt, eine Straße ohne Verkehr zu gestalten. Thematisch drehte sich das Festival um Umweltschutz, Mobilität und Stadtgestaltung, wobei die Umgestaltung des öffentlichen Raums, erneuerbare Energien sowie gesundes Leben die Kernthemen bildeten. Mit der Veranstaltung versuchte Green City die Umwelt kaum zu belasten.

### Träger und Förderer
Hauptveranstalter war die Münchner Umweltschutzorganisation Green City. Das Referat für Gesundheit und Umwelt der Landeshauptstadt München war Mitveranstalter. Schirmherr war Münchens Oberbürgermeister Christian Ude, der 2014 von Dieter Reiter abgelöst wurde. Auch andere Organisationen wie der Kreisjugendring haben das Festival mitorganisiert. Neben dem Hauptmedienpartner 95.5 Charivari unterstützten zahlreiche weitere Medienunternehmen die Veranstaltung. Zudem wurde das Festival von Gesellschaften des öffentlichen Nahverkehrs von München sowie weiteren Unternehmen unterstützt.

### Organisation
Für das Streetlife Festival waren weitläufige Straßensperrungen notwendig. Da auf der Leopold- und der Ludwigstraße auch mehrere Linienbusse verkehren, gab es zahlreiche Umleitungen im öffentlichen Nahverkehr. Die U-Bahn-Linien U3 und U6 wurden während des Festivals verstärkt. Der Personenverkehr wurde weiträumig umgeleitet und es fielen zahlreiche Parkplätze weg.
Bis 2003 unterstützte die Stadt das Festival finanziell. Im Jahr 2002 stellte der Stadtrat beispielsweise 76.000 Euro zur Verfügung. Ab 2004 setzte Green City verstärkt auf Sponsoring, um nicht mehr von der städtischen Unterstützung abhängig zu sein. Im Jahr 2007 wurden bei Streetlife Festival und Corso Leopold gemeinsam insgesamt circa 250.000 Euro umgesetzt. 90 Prozent der Einnahmen wurden für entstandene Kosten, wie zum Beispiel städtische Auflagen, Logistik und technische Ausstattung, ausgegeben. Nachdem im Jahr 2002 Green City eine Medienpartnerschaft mit dem Radiosender 95.5 Charivari eingegangen war, bestand der Radiosender darauf, dass das gemeinnützige Radioprojekt Radio Lora, das sich für ökologische Themen starkmacht, vom Streetlife Festival fernbleiben musste. Bei späteren Festivals war Radio Lora jedoch wieder vertreten.

### Themenzonen
Das Streetlife Festival entwickelte sich bis 2003 zu einer Mischung aus Kultur, Kleinkunst und Kommerz auf der Straße. Es gab Kneipen- und Imbiss-Stände und auch zahlreiche Parteien und Umweltschutzorganisationen postierten sich dort. Weiterhin wurde über Alternativen zum Automobilverkehr diskutiert. An zahlreichen Orten wurde Musik gespielt und es traten Straßenkünstler auf. Die Entwicklung ging dahin, dass sich das Festival in verschiedene Bereiche aufteilte. Diese konnten sich von Veranstaltung zu Veranstaltung verändern. So wurde im Frühling 2004 erstmals ein Strand mit Cocktailbar ausprobiert. Für die Wiederholung beim zweiten Festival im Jahr 2004 wurden rund 40 Tonnen Sand herangeschafft.
Beim Frühjahrsfestival 2015 begrünte Green City erstmals die gesamte Fläche rund um das Siegestor und es entstand eine rund 2000 Quadratmeter große Ruheinsel. Bei den Festivals im Jahr 2004 stand dort noch die Hauptbühne. Auf dem gesamten Festival gab es 2016 fünf verschiedene Bühnen, auf denen man unterschiedliche Musikgenres dargeboten bekam. 2014 wurden neben Chartmusik auch Evergreens, eine Akustik-Session sowie Indie- und Alternative-Programm gespielt.
Abgesehen von Liegestühlen waren auch Skateboardrampen, Kinder-Eisenbahnen und Informationsstände üblicherweise auf dem Straßenfest vorhanden. Im „Barfußpark“ konnte man seinen Fußtastsinn erproben oder sich in einer „Wohlfühl-Oase“ entspannen. Verschiedene Sportwettkämpfe im sogenannten „Ludwigstadion“ auf der Ludwigstraße richten sich an ein jüngeres Publikum. Im Frühjahr 2015 war der Bereich 200 Meter lang, darin wurde unter anderem ein Skate-Parcours angeboten. Auch seltene Sportarten wie Elektrorollstuhl-Hockey wurden bereits gespielt und professionelle Skateboarder und BMX-Fahrer zeigten Shows.
Auf dem Festivalgelände gab es auch zahlreiche Stände mit Bio-Lebensmitteln. Im September 2004 wurde erstmals eine „Bio-Erlebniswelt“ am Odeonsplatz veranstaltet. Es handelte sich um einen Bereich, in dem die Bionahrung im Vordergrund stand. Im Juli 2006 präsentierte sich das Erzeuger- und Verbrauchernetzwerk Unser Land in einem Bereich, in dem man selbst melken konnte und der Senfherstellung zusehen konnte. Darüber hinaus war es möglich, mit Bio-Bauern ins Gespräch zu kommen oder Bionahrung zu kaufen. Im Jahr 2003 gab es in der Feldherrnhalle eine Ausstellung für ökologische Landwirtschaft, die vom Bundesverbraucherschutzministerium mit Catering gefördert wurde. Neben Schaukochen gab es einen kleinen Streichelzoo.

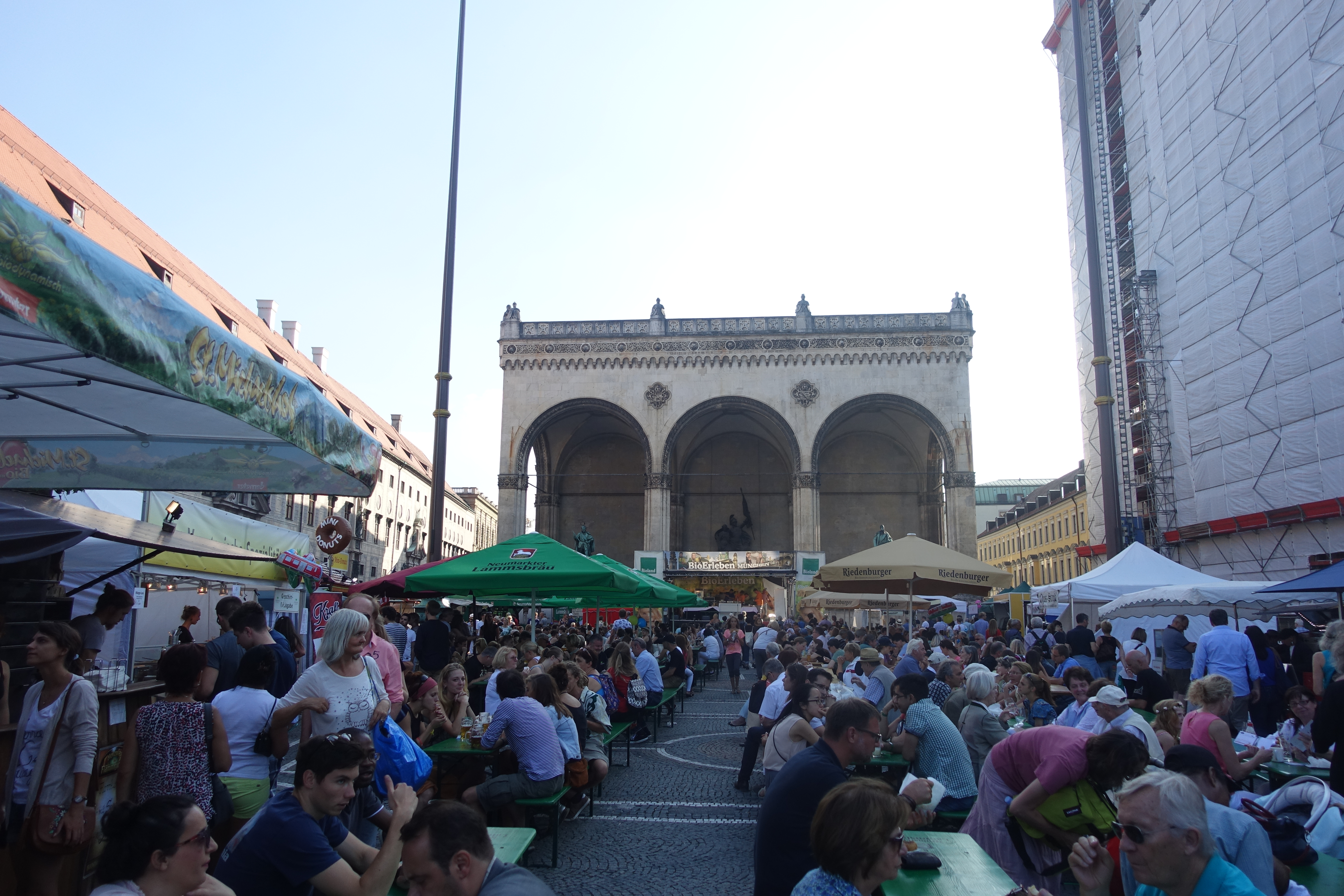
Biergarten und Bühne BioErleben am Odeonsplatz im September 2016
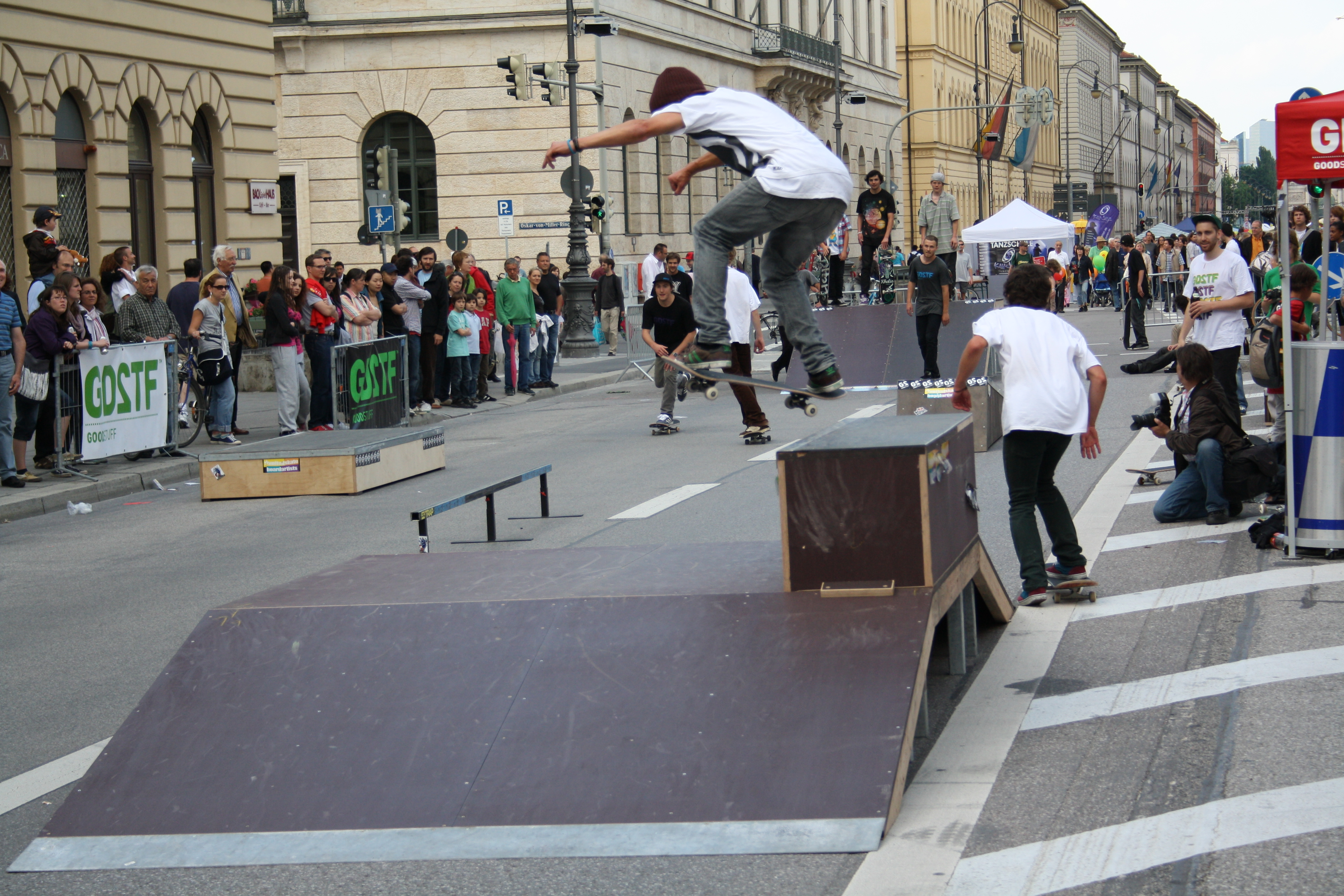
Skater im „Ludwigstadion“ im Mai 2010
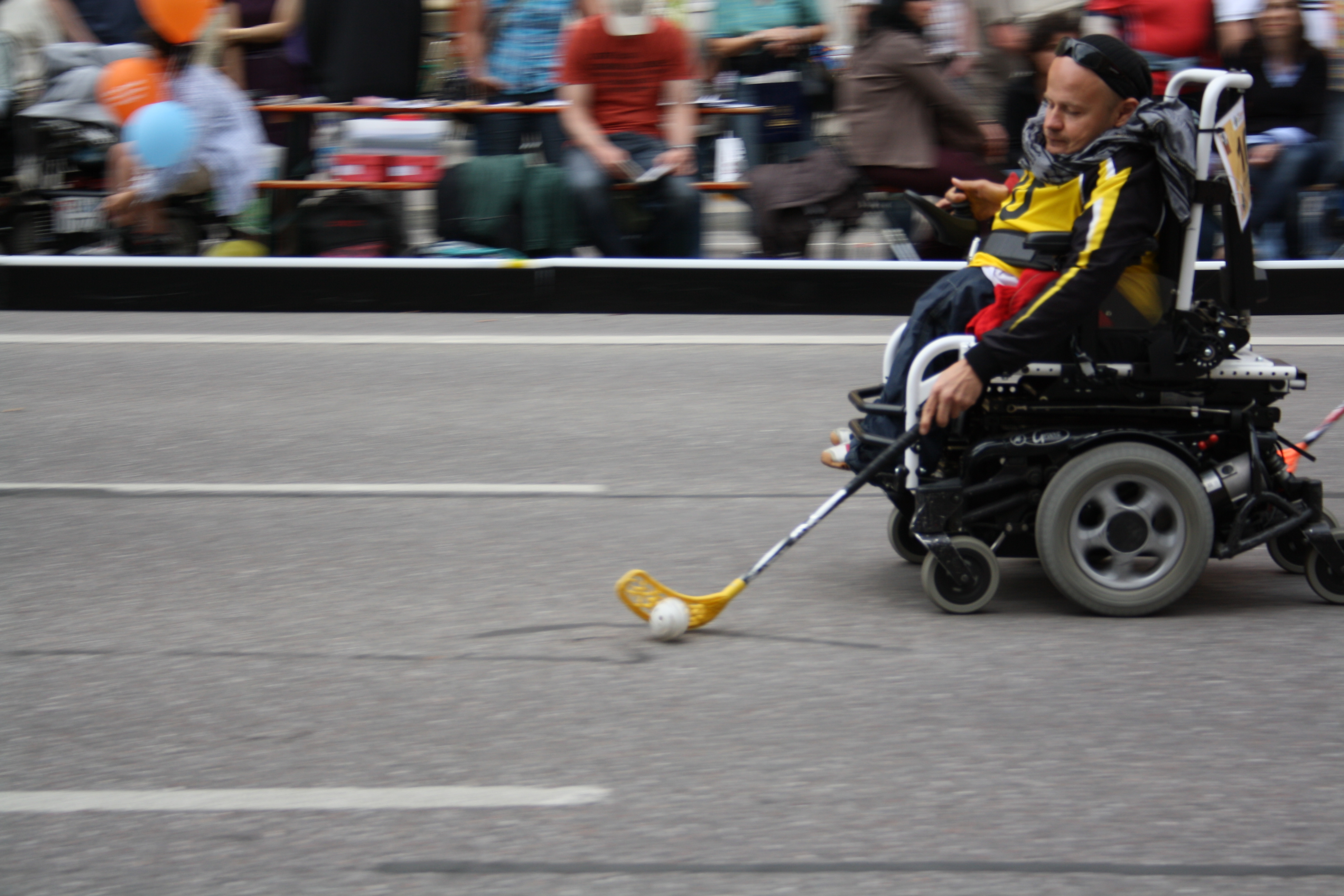
Elektrorollstuhl-Hockey im „Ludwigstadion“ im September 2016
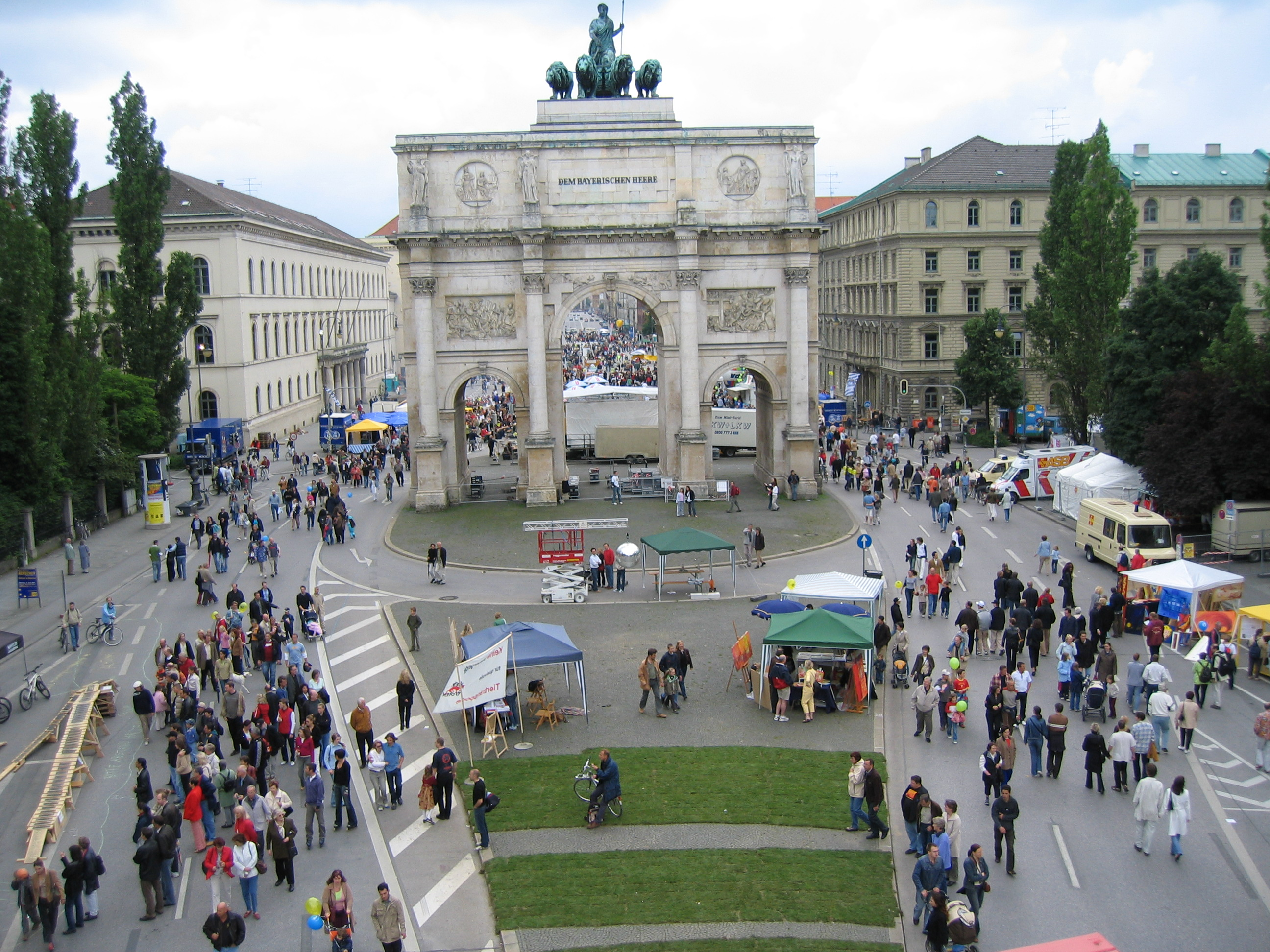
Siegestor mit Hauptbühne im Jahr 2004

### Initiativen, Aktionen und Veranstaltungen

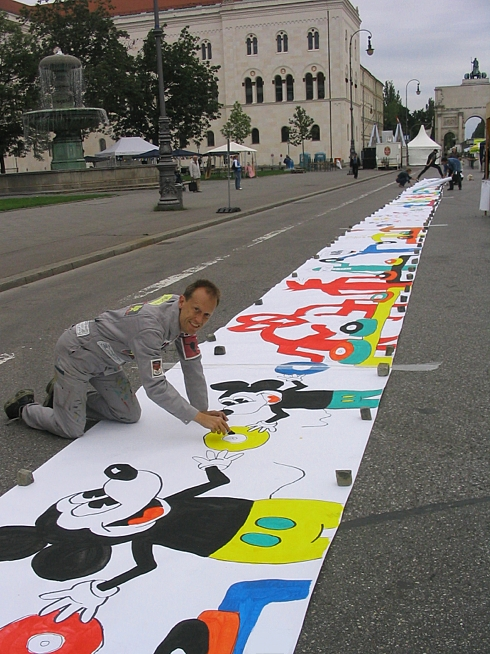
Michael Werner während er den Weltrekord im September 2006 aufstellte

An zahlreichen Ständen konnte man sich zu den Themen Umweltschutz, soziale Einrichtungen und bürgerschaftliches Engagement informieren. Im Juni 2011 waren auf dem Streetlife Festival und dem Corso Leopold rund 200 Aussteller vertreten, im Mai 2015 waren es allein auf dem Streetlife Festival 150. 2002, beim ersten Streetlife Festival auf der Leopold- und der Ludwigstraße, gab es rund 200 Initiativen.
Schon beim Festival im Jahr 2000 fanden zahlreiche Aktionen wie Umzüge und Vorträge statt. So führte der offizielle Streetlife-Umzug vom Königsplatz zum Odeonsplatz. Der Kreisjugendring veranstaltete auf dem Königsplatz ein Kinder- und Jugendfestival. Auf der Brienner Straße und dem Karolinenplatz wurden Biergärten, Showbühnen und Infostände eingerichtet. Auch Straßenmusiker wirkten mit. Zudem konnte man verschiedene Fortbewegungsmittel als Alternative zum Auto mit Verbrennungsmotor testen. Beim zweiten Streetlife Festival hielten zahlreiche Referenten im Alten Münchner Rathaus Vorträge über die Mobilität der Zukunft. Später konnten verschiedene umweltfreundliche Fahrzeuge ausprobiert werden. Neben Fahrrad- oder Einradfahren bestand im September 2010 die Möglichkeit, Elektroautos zu testen.
Auch der Organisator, Green City, war auf dem Streetlife Festival präsent: Im Juni 2007 führte die Organisation beispielsweise mit der Kampagne Null Grad Plus eine Klimaschutz-Aktion durch, bei der 50.000 Sparlampen gegen eine Spende verteilt wurden. Die Organisation rechnete aus, dass die Benutzer gegenüber normalen Glühbirnen 15.000 Tonnen Kohlendioxid einsparen. 2007 sammelte Green City auf dem Streetlife Festival und auf dem Tollwood-Festival rund 2.500 Unterschriften, mit denen die Landeshauptstadt München aufgefordert wurde, Maßnahmen gegen den Klimawandel zu ergreifen.
Im September 2004 verbot die Landeshauptstadt München das Sammeln von Unterschriften für Bürgerbegehren gegen Beschlüsse des Stadtrats. Liesa Siegelman, die mit dem Verein Perspektive Münchner Freiheit von der Entscheidung betroffen war, kritisierte die Entscheidung. Trotzdem konnte auf dem Streetlife Festival für aktuelle politische Themen, wie gegen den Bau der dritten Start- und Landebahn am Flughafen München oder zu Gunsten eines Tempo-30-Limits in Innenstädten, geworben werden.
Im September 2006 startete der Künstler Michael Werner auf dem Festival einen Weltrekordversuch. Dabei wollte er innerhalb von 28 Stunden ein 160 Meter langes Bild malen. Werner beendete den Versuch nach 26,5 Stunden erfolgreich. Mit einer Podiumsdiskussion zum Thema Zweite Stammstrecke wurde 2015 ein virulentes Thema behandelt. Ebenso wurden Literaturbühnen und diverse Wettbewerbe auf dem Streetlife Festival veranstaltet. So fand dort der BVV-Beach-Cup 2008, das Beachvolleyballturnier des Bayerischen Volleyball-Verbands, statt.

### Besucherentwicklung
Zum ersten Streetlife Festival im Jahr 2000 zählte die Polizei rund 30.000 Besucher. 2001 fiel diese Zahl jedoch auf 8.000 zurück. Im Jahr 2002, als das Festival erstmals gemeinsam mit dem Corso Leopold auf der Ludwig- und der Leopoldstraße ausgetragen wurde, kamen rund 200.000 Personen zu den Festivals. Seit die Veranstaltung auf der Leopoldstraße stattfindet, variiert die Zahl der Besucher stark im sechsstelligen Bereich. Grund hierfür kann das Wetter sein: Als es im Juni 2004 am ersten Festivaltag regnete, kamen lediglich 20.000 Besucher. Am folgenden Tag kamen bei Sonnenschein rund 100.000. Auch Hitze konnte ein Grund für geringere Besucherzahlen darstellen. Beispielsweise kamen am ersten Tag des ersten Streetlife Festivals 2006 die Besucher erst am Abend, als es kühler wurde.
Das Streetlife Festival war nach Angaben der Veranstalter eines der größten Umweltfestivals Europas und nach einem Beitrag der Süddeutschen Zeitung aus dem Jahr 2015 das größte Straßenfest Münchens. Bis zum Jahr 2010 etablierten sich Besucherzahlen von mehr als 250.000 Personen, die das Streetlife Festival und den Corso Leopold besuchten. Im Juni 2011, als 250.000 Menschen zum Festival kamen, flanierten zu Spitzenzeiten rund 40.000 Besucher auf dem Streetlife Festival und dem Corso Leopold gleichzeitig. Es konnten auch bereits mehr als 300.000 Besucher an einem der beiden Festivalwochenenden gezählt werden. Die erwartete Besucherzahl wurde bereits zum Herbstfestival 2005 mit 250.000 angegeben. Die gleiche Erwartung hatte der Veranstalter im Jahr 2012. Zwischenzeitlich rechnete Green City sogar mit rund 350.000 Besuchern, zum Beispiel zum ersten Festival 2008. Die Erwartungen wurden dabei jedoch deutlich unterschritten.

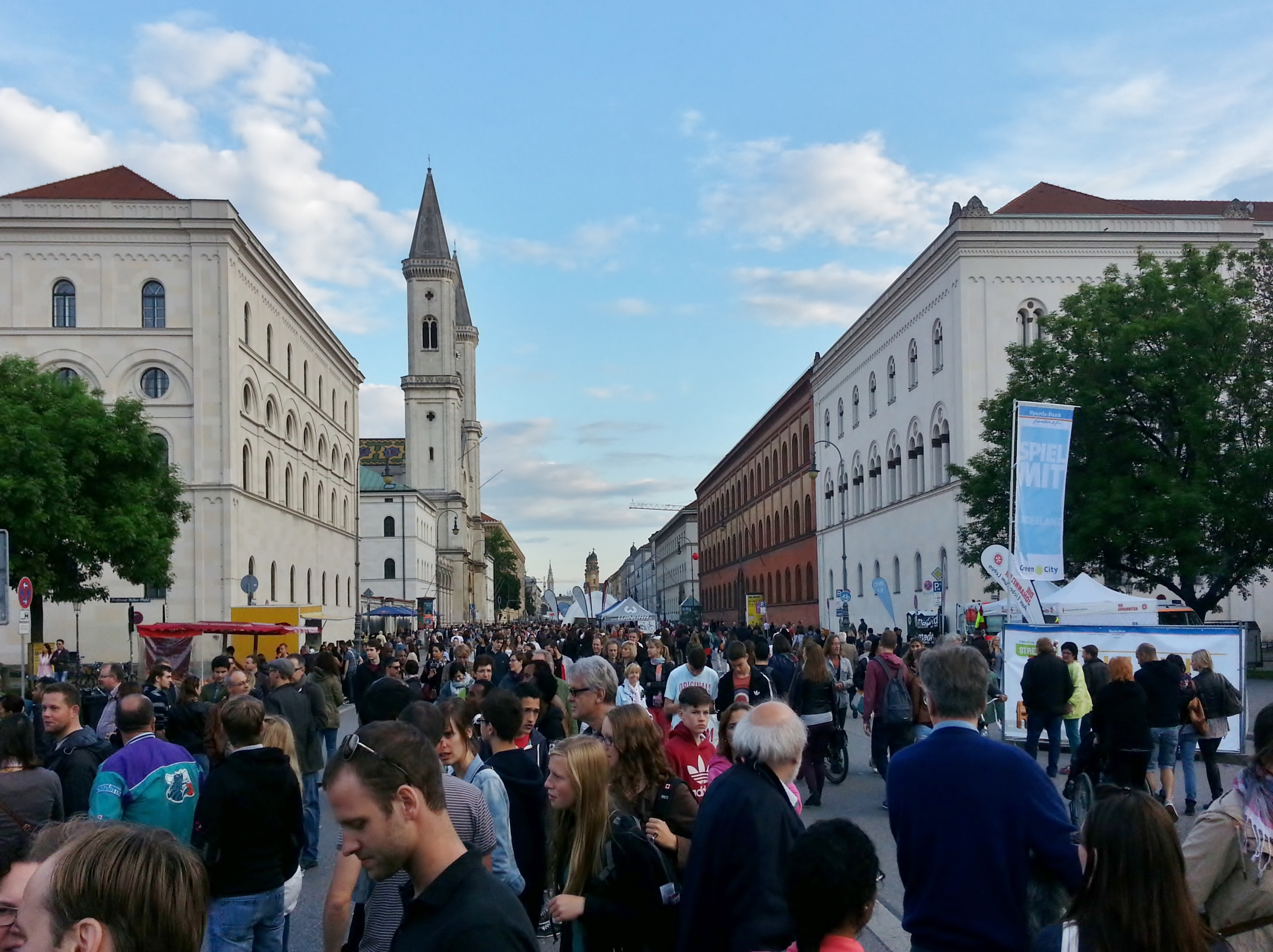
Zum Streetlife Festival im Mai 2014 kamen 350.000 Besucher

| # | Datum                         | Besucher |
| --- | ----------------------------- | -------- |
| 1 | 23. Sep. 2000                 | 030.000  |
| 2 | 22. Sep. 2001                 | 08.000   |
| 3 | 14. Sep. 2002 – 15. Sep. 2002 | 200.000  |
| 4 | 2. Aug. 2003 – 3. Aug. 2003   | 230.000  |
| 5 | 6. Sep. 2003 – 7. Sep. 2003   | 200.000  |
| 6 | 12. Juni 2004 – 13. Juni 2004 | 120.000  |
| 7 | 4. Sep. 2004 – 5. Sep. 2004   | 240.000  |
| 8 | 18. Juni 2005 – 19. Juni 2005 | 200.000  |
| 9 | 3. Sep. 2005 – 4. Sep. 2005   | 200.000  |
| 10 | 15. Juli 2006 – 16. Juli 2006 | 200.000  |
| 11 | 2. Sep. 2006 – 3. Sep. 2006   | 250.000  |
| 12 | 9. Juni 2007 – 10. Juni 2007  | 170.000  |
| 13 | 15. Sep. 2007 – 16. Sep. 2007 | 250.000  |
| 14 | 7. Juni 2008 – 8. Juni 2008   |          |
| 15 | 13. Sep. 2008 – 14. Sep. 2008 | 100.000  |
| 16 | 18. Juli 2009 – 19. Juli 2009 | 100.000  |
| 17 | 12. Sep. 2009 – 13. Sep. 2009 | 120.000  |
| 18 | 29. Mai 2010 – 30. Mai 2010   |          |
| 19 | 11. Sep. 2010 – 12. Sep. 2010 | 300.000  |
| 20 | 4. Juni 2011 – 5. Juni 2011   | 250.000  |
| 21 | 10. Sep. 2011 – 11. Sep. 2011 | 300.000  |
| 22 | 9. Juni 2012 – 10. Juni 2012  | 210.000  |
| 23 | 8. Sep. 2012 – 9. Sep. 2012   | 310.000  |
| 24 | 29. Juni 2013 – 30. Juni 2013 | 180.000  |
| 25 | 14. Sep. 2013 – 15. Sep. 2013 | 170.000  |
| 26 | 31. Mai 2014 – 1. Juni 2014   | 350.000  |
| 27 | 13. Sep. 2014 – 14. Sep. 2014 | 170.000  |
| 28 | 16. Mai 2015 – 17. Mai 2015   | 300.000  |
| 29 | 12. Sep. 2015 – 13. Sep. 2015 | 270.000  |
| 30 | 11. Juni 2016 – 12. Juni 2016 | 200.000  |
| 31 | 10. Sep. 2016 – 11. Sep. 2016 | 300.000  |
| 32 | 20. Mai 2017 – 21. Mai 2017   | 280.000  |
| 33 | 9. Sep. 2017 – 10. Sep. 2017  | 170.000  |
| 34 | 5. Mai 2018 – 6. Mai 2018     | 250.000  |
| 35 | 8. Sep. 2018 – 9. Sep. 2018   | 240.000  |
| 36 | 25. Mai 2019 – 26. Mai 2019   | 230.000  |
| 37 | 7. Sep. 2019 – 8. Sep. 2019   | 080.000  |
| Anmerkungen: Besucherzahlen sind grobe Schätzungen und können variieren. Angaben seit dem dritten Festival beziehen sich auf das Streetlife Festival und den Corso Leopold. |                               |          |

### Streetlife Festival und Corso Leopold

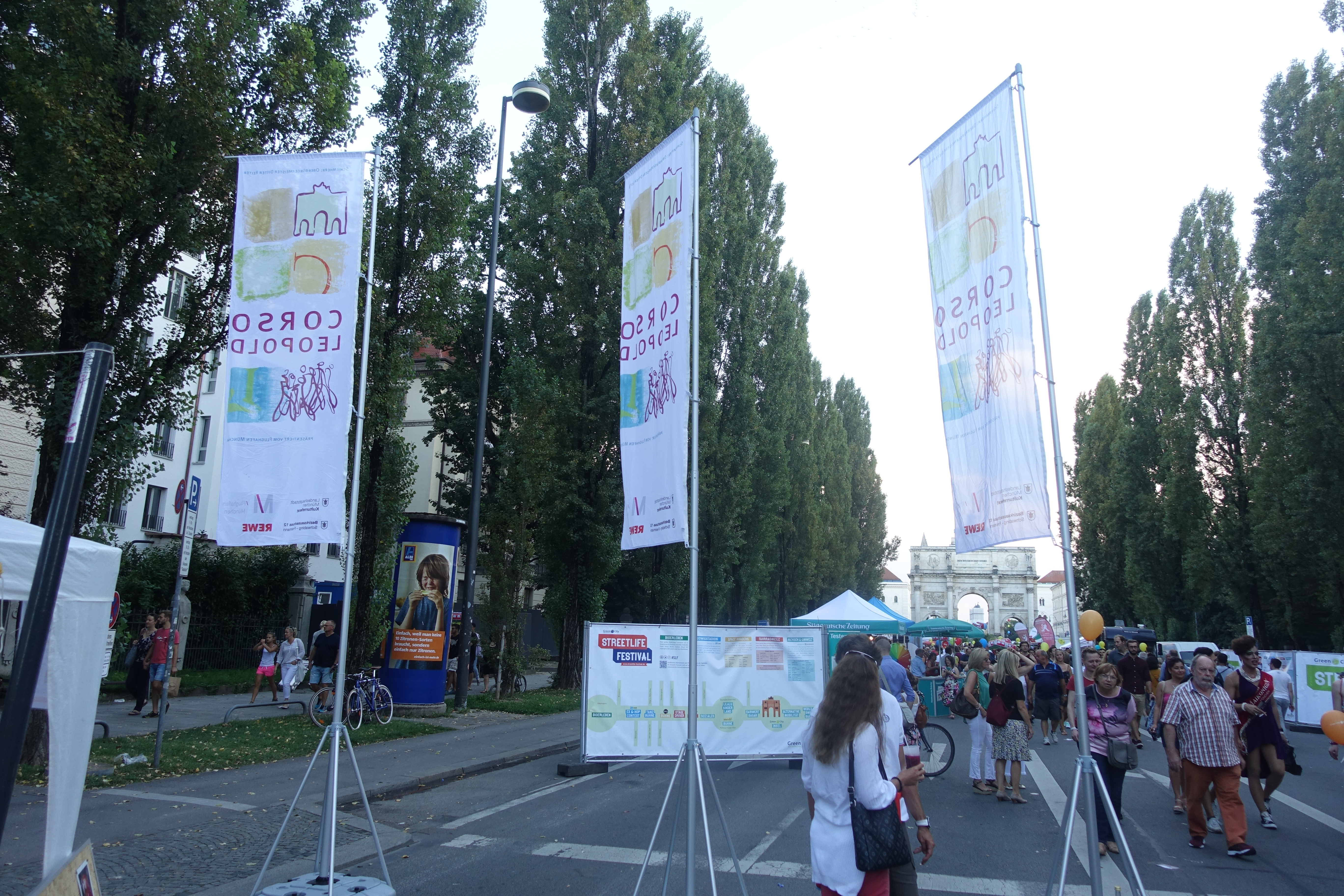
Übergang vom Corso Leopold zum Streetlife Festival im September 2016

Seit das Streetlife Festival auf der Leopold- und Ludwigstraße gefeiert wurde, fand zugleich am nördlichen Ende der Straße der Corso Leopold statt. Dabei gingen beide Festivals wenige Meter nördlich des Siegestors an der Georgenstraße nahtlos ineinander über. Während beim Streetlife Festival besonders die Umwelt und eine nachhaltige Mobilität im Fokus stand, konzentrierte sich der Corso Leopold auf die Themen Kunst und Kultur. Dem Inhaltsschwerpunkt entsprechend wurde das Streetlife Festival vom Umweltreferat unterstützt, während das städtische Kulturreferat am Corso Leopold mitwirkt. Gemeinsames Thema war die Gestaltung des öffentlichen Raums. Beide Festivals bilden zusammen eine 2,3 Kilometer lange Flaniermeile.
Im Sprachgebrauch wurden beide Veranstaltungen häufig als eine Einheit bezeichnet. Dabei standen sowohl das Streetlife Festival als auch der Corso Leopold als Begriff für das Doppelfestival, das sich gemäß der Süddeutschen Zeitung bis Ende 2005 zur drittgrößten Veranstaltung Münchens entwickelte. Nur das Oktoberfest und das Tollwood-Festival waren größer. Bis 2009 rückten die beiden Festivals laut derselben Zeitung sogar zur zweitgrößten Veranstaltung der Stadt nach dem Oktoberfest auf. Ende 2005 wurde in der Schwabinger Lokalpolitik über eine Trennung beider Veranstaltungen diskutiert und vorgeschlagen, dass innerhalb eines Jahres einmal das Streetlife Festival und einmal der Corso Leopold veranstaltet wird, wobei jeweils das Profil der jeweils stattfindenden Veranstaltung stärker in den Vordergrund tritt. Die Organisatoren einigten sich jedoch darauf, beide Festivals auch in Zukunft zusammen durchzuführen. Gemeinsames Thema war die Gestaltung des öffentlichen Raums. Nach dem Ende des Streetlife Festivals wird der Corso Leopold unabhängig vom Umweltvestival weitergeführt.

## Rezeption

### Medien
Die Journalistin Christiane Lutz schrieb im September 2010, als das Streetlife Festival trotz Hitze zahlreiche Menschen anlockte, dass die Veranstaltung „beliebt bei den Münchnern“ ist. Auch die Journalistin Miriam Montag urteilte im Mai 2010, dass sich die Veranstaltung „in den vergangenen Jahren zu einem festen Bestandteil im Münchner Jahresprogramm entwickelt“ hat und dass es „für Freude an Bewegung, Miteinander und Umweltschutz“ steht.
Das Festival gewann auch über die aktuelle Berichterstattung hinaus an Bedeutung. So wurde die Veranstaltung im Jahr 2012 vom Bayerischen Rundfunk in die Inhalte des Telekollegs Sozialkunde aufgenommen. Es diente dort als Beispiel für parteiunabhängiges Engagement von Bürgern, vor allem von Jugendlichen.
Florian Zick von der Süddeutschen Zeitung schrieb im September 2010, dass das Streetlife Festival mit dem Corso Leopold ein „demokratisches Straßenfest“ bildet, die sich gegenseitig „ergänzen“, sodass „für jeden […] etwas dabei“ ist. Dadurch läuft „alles so stressfrei ab, wie man sich sonst vielleicht nur noch Vorstandswahlen in einem Kegelclub vorstellt“ und es entsteht „[k]ein Streit, alles [ist] harmonisch“. Er kam zum Fazit, man ließe sich in „so einer Atmosphäre […] auch gerne ein bisschen Öko-Edukation gefallen“, und meinte, dass „[d]ie Forderungen […] ja auch durchaus konsensfähig sind: gegen Gentechnik in der Landwirtschaft – und für Speiseeis aus Ziegenmilch“.
Der Journalist Jakob Wetzel bemerkte 2011, dass zwar „[g]ute Laune überall“ herrscht, jedoch „die Informationsstände […] es schwer [haben], sich zu behaupten“. Bereits zuvor erkannte auch Bernd Kastner, ebenfalls Journalist der Süddeutschen Zeitung, Wetzels Kritikpunkte. Er sah die Gründe unter anderem darin, dass „[d]ie Musikbühnen […] lauter“ sind und „die Wurst-Stände penetranter“ riechen. Zugleich lobte Kastner die Organisation. Er schrieb: „Es ist jedes Mal wieder eine Sensation. Da sperrt die Autostadt München eine große, lange Straße zwei ganze Tage für die Autos – und doch bricht die öffentliche Ordnung nicht zusammen“.
Immer wieder wurde in den Medien lobend herausgestellt, dass das Festival Facetten von München jenseits aller Klischees zeigt und die Besucher aktiv in das Geschehen einbezogen werden. So meinte Bernhard Kastner 2014 in einem Artikel der Süddeutschen Zeitung: „Gerettet wäre die Welt, wäre sie immer wie an diesem Wochenende bis hinauf zur Münchner Freiheit. Gut und gerecht, öko und schick […]. München ganz anders, alle halbe Jahre wieder“. Im Mai 2015 betonte die Abendzeitung, wie positiv sich dieses Festival von anderen Großveranstaltungen abhebt: Es ist „keine Massen-Feiermeile mit Junk-Food und Passiv-Bedröhnung“. Die Besucher sind „die Stars, um die sich alles dreht. Für sie wird Platz gemacht, dass sie Erlebnisse fühlen, riechen, sehen, hören und schmecken können, wo sonst der Verkehr tobt“. Die Funktion des Festivals für die Erweiterung des Images Münchens und sein bürgerzentrierter Charakter wurden mit dem Satz „[d]as Streetlife Festival zeigt, wie anders München sein kann und wie man es aktiv mitgestalten kann“ zusammengefasst.

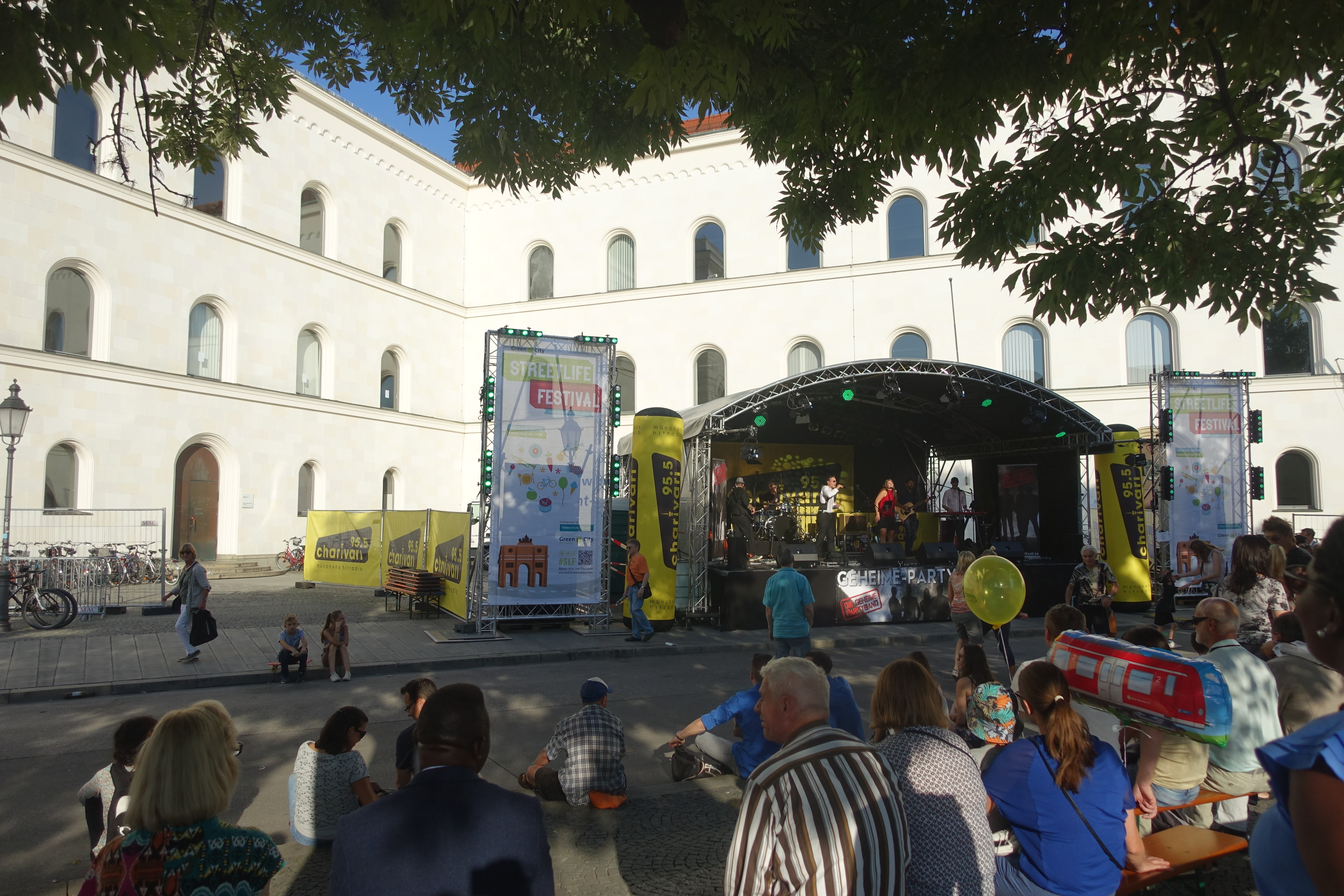
Bühne des Sponsors 95.5 Charivari auf dem Streetlife Festival im September 2016

Kritik am Veranstalter kam jedoch in den Anfangsjahren vom eigenen Sponsor Charivari. Nachdem der Radiosender den gemeinnützigen Radiosender Lora vom Festival verbannt hatte, meinte Lora-Geschäftsführer Dietmar Freitsmiedl, dass Green City mit dem Festival die „grünen Wurzeln“ abstreife und dass „Besucherrekorde“ eine höhere Priorität als die Inhalte hätten. Daraufhin bestätigte Hilmar Giesenregen, Geschäftsführer des Sponsors Charivari, Freitsmiedls Vermutung. Er meinte: „Das Streetlife Festival ist inzwischen mit Sicherheit eine kommerzielle Geschichte“ und begründete damit den Schritt, Lora vom Festival zu verbannen. Dennoch war Lora später wieder auf dem Streetlife Festival präsent.

### Politik
In der Politik wurde das Streetlife Festival in seinen ersten Jahren kontrovers diskutiert. Als Anfang 2002 das Umweltreferat entschied, das Festival auf der Leopold- und der Ludwigstraße abzuhalten, gab es Diskussionen über den Umfang der Veranstaltung: Während Joachim Lorenz von den Grünen eine weiträumige Straßensperrung forderte, trat die CSU für eine möglichst minimale Beeinträchtigung des Verkehrs ein. Nach dem ersten Streetlife Festival auf der Ludwig- und der Leopoldstraße kam es trotz der Sperrung der beiden Straßen nicht zu größeren Störungen. Es gab jedoch Beschwerden von Anwohnern, denen der Lärm zu stark wurde, und von Personen, die sich beim Fahren behindert beziehungsweise in ihrer Umgebung eingesperrt fühlten.
Nachdem zum Festival 2002 zahlreiche Menschen erschienen sind, forderte die Fraktion der Grünen im Stadtrat, das Festival zwischen Mai und September monatlich auf der Leopold- und der Ludwigstraße zu veranstalten. Im folgenden Jahr kritisierten die Fraktion der CSU im Stadtrat und die Industrie- und Handelskammer die Veranstaltung an der Leopold- und der Ludwigstraße: Ihrer Meinung nach kommt es unter anderem durch das Streetlife Festival zu „erhebliche[n] Beeinträchtigung[en] des Wirtschafts- und Individualverkehrs“.
Die Entwicklung des Festivals in den Anfangsjahren führte in der Politik zu Unbehagen. So meinte die CSU-Lokalpolitikerin Inge Linder im Jahr 2007, dass sich das Streetlife Festival zu einer „privat-kommerzielle[n] Veranstaltung“ entwickelt. Im Jahr 2003 sprach sich der Bezirksausschuss von Schwabing-Freimann dafür aus, dass das Streetlife Festival wieder stärker zu seinen Wurzeln als „Straßenfest“ zurückkehren sollte. CSU-Fraktionssprecher Patric Wolf wünschte statt der zahlreichen Bühnen ein Stände- und Kulturfestival. Der Gremiumsvorsitzende Werner Lederer-Piloty von der SPD war der Ansicht, dass die Besucherzahlen zwar für das Festival sprechen, man will jedoch vermeiden, dass das Streetlife Festival zu sehr dem Tollwood-Festival gleicht.
Das Streetlife Festival gewann auch im Zusammenhang mit der Münchner Verkehrspolitik an Bedeutung. 2015 kam der Vorschlag auf, Autos weitgehend von der Ludwigstraße zurückzudrängen. Die Grünen argumentierten, dass das Potential, das die Ludwigstraße während des Festivalwochenendes zeigt, dauerhaft genutzt werden sollte. Die Umwegrouten gerieten jedoch besonders bei Anwohnern in die Kritik. Karin Hiersemenzel, 2012 FDP-Sprecherin im Bezirksausschuss Maxvorstadt, sagte: „Der von den Organisatoren vorgeschlagene Umweg […] ist für die Anwohner […] weder zumutbar noch praktikabel, da die Zufahrt […] durch ein Netz von Einbahnstraßen blockiert wird“.